# Che Lara
Che Lara (* 16. Februar 2000 in La Horquetta) ist ein Leichtathlet aus Trinidad und Tobago, der sich auf den Sprint spezialisiert hat. Mit der 4-mal-400-Meter-Staffel siegte er 2022 bei den Commonwealth Games sowie 2023 bei den Zentralamerika- und Karibikspielen.

## Sportliche Laufbahn
Erste Erfahrungen bei internationalen Meisterschaften sammelte Che Lara bei den CARIFTA Games 2016 in St. George’s, bei denen er mit 49,85 s in der Vorrunde im 400-Meter-Lauf in der U18-Altersklasse ausschied und mit der trinidadisch-tobagischen 4-mal-400-Meter-Staffel in 3:15,33 min die Bronzemedaille gewann. 2018 kam er bei den CARIFTA Games in Nassau in der U20-Altersklasse mit 49,05 s nicht über den Vorlauf über 400 Meter hinaus und gewann mit der Staffel in 3:11,30 min erneut die Bronzemedaille. Im selben Jahr zog er in die Vereinigten Staaten und besuchte dort ein Junior-College. Im Jahr darauf verpasste er bei den U20-Panamerikameisterschaften in San José mit 47,34 s den Finaleinzug über 400 Meter und 2022 schied er bei den U23-Karibikspielen in Guadeloupe mit 47,72 s im Vorlauf aus und gewann mit der 4-mal-100-Meter-Staffel in 41,64 s die Silbermedaille hinter dem Team aus der Dominikanischen Republik. Anschließend schied er bei den Commonwealth Games in Birmingham mit 47,51 s in der ersten Runde über 400 Meter aus und verhalf der 4-mal-400-Meter-Staffel zum Finaleinzug und trug damit zum Gewinn der Goldmedaille bei. Im Jahr darauf siegte er mit der Staffel in 3:01,99 min bei den Zentralamerika- und Karibikspielen (CAC) in San Salvador.
2023 wurde Lara trinidadisch-tobagischer-Meister in der 4-mal-100-Meter-Staffel.

## Persönliche Bestzeiten
- 400 Meter: 46,43 s, 16. Mai 2021 in Canyon
  - 400 Meter (Halle): 47,67 s, 9. Februar 2024 in Clemson